# 松河馬口魚
松河馬口魚（学名：Opsariichthys songmaensis），又稱松河馬口鱲，為輻鰭魚綱鯉形目鲴科馬口魚属的其中一種。分布於亞洲越南Ma河流域，本魚背鰭軟條10枚，臀鰭軟條12-13枚，脊椎骨39-41枚，體長可達10.5公分，主要棲息在底中層水域，生活習性不明。

## 扩展阅读
維基物種上的相關：松河馬口魚